# Caja Rural-Seguros RGA/Saison 2018
Diese Liste beschreibt die Mannschaft und die Erfolge des Radsportteams Caja Rural-Seguros RGA in der Saison 2018.

## Erfolge in der UCI Europe Tour
Bei den Rennen der UCI Europe Tour im Jahr 2018 gelangen dem Team nachstehende Erfolge.
| Datum     | Rennen                                | Kat. | Sieger        |
| --------- | ------------------------------------- | ---- | ------------- |
| 5. Mai    | 2. Etappe Vuelta a Madrid             | 2.1  | Nelson Soto   |
| 6. Mai    | 4. Etappe Rhône-Alpes Isère Tour      | 2.1  | Yannis Yssaad |
| 12. Juli  | Prolog Troféu Joaquim Agostinho (EZF) | 2.2  | Rafael Reis   |
| 31. Juli  | Circuito de Getxo                     | 1.1  | Alex Aranburu |
| 1. August | Prolog Portugal-Rundfahrt (EZF)       | 2.1  | Rafael Reis   |

## Mannschaft
| Teamkader 2018          | Teamkader 2018     | Teamkader 2018     | Teamkader 2018                          |
| Name                    | Geburtsdatum       | Land               | Vorheriges Team                         |
| ----------------------- | ------------------ | ------------------ | --------------------------------------- |
| Julen Amezqueta         | 12. August 1993    | Spanien            | Wilier Triestina-Selle Italia (2017)    |
| Alex Aranburu           | 19. September 1995 | Spanien            | Euskadi Basque Country-Murias (2016)    |
| Miguel Ángel Benito     | 21. September 1993 | Spanien            | Caja Rural-Seguros RGA amateur (2014)   |
| Danilo Celano           | 7. Dezember 1989   | Italien            | Amore & Vita-Selle SMP-Fondriest (2017) |
| Álvaro Cuadros          | 12. April 1995     | Spanien            |                                         |
| Fabricio Ferrari        | 3. Juni 1985       | Uruguay            | Caja Rural amateur (2009)               |
| Jon Irisarri            | 9. November 1995   | Spanien            | Caja Rural-Seguros RGA amateur (2016)   |
| Jonathan Lastra         | 3. Juni 1993       | Spanien            | Caja Rural-Seguros RGA amateur (2015)   |
| Lluís Mas               | 15. Oktober 1989   | Spanien            | Burgos BH-Castilla y León (2013)        |
| Antonio Molina          | 4. Januar 1991     | Spanien            | Caja Rural-Seguros RGA amateur (2013)   |
| Mauricio Moreira        | 18. Juli 1995      | Uruguay            | Caja Rural-Seguros RGA amateur (2017)   |
| Justin Oien             | 5. Mai 1995        | Vereinigte Staaten | Axeon-Hagens Berman (2016)              |
| Sergio Pardilla         | 16. Januar 1984    | Spanien            | MTN-Qhubeka (2014)                      |
| Rafael Reis             | 15. Juli 1992      | Portugal           | W52-FC Porto (2016)                     |
| Cristian Rodríguez      | 3. März 1995       | Spanien            | Wilier Triestina-Selle Italia (2017)    |
| Nick Schultz            | 13. September 1994 | Australien         | SEG Racing Academy (2016)               |
| Gonzalo Serrano         | 17. August 1994    | Spanien            | Caja Rural-Seguros RGA amateur (2017)   |
| Joaquim Silva           | 19. März 1992      | Portugal           | W52-FC Porto (2017)                     |
| Nelson Soto             | 19. Juni 1994      | Kolumbien          | Coldeportes-Zenú (2017)                 |
| Yannis Yssaad           | 25. Juni 1993      | Frankreich         | Armée de terre (2017)                   |
| Josu Zabala             | 11. April 1993     | Spanien            | Caja Rural-Seguros RGA (2016)           |
|                         |                    |                    |                                         |
| Quelle: ProCyclingStats |                    |                    |                                         |